# John Sivebæk
John Sivebæk est un footballeur danois, né le 25 octobre 1961 à Vejle.  Il évoluait au poste de latéral droit.
Il s'est reconverti comme agent de joueurs.

## Carrière
- 1980-1985 : Vejle BK  Danemark
- 1986-1987 : Manchester United  Angleterre
- 1987-1991 : AS Saint-Étienne  France
- 1991-1992 : AS Monaco  France
- 1992-1994 : Pescara  Italie
- 1994-1995 : Vejle BK  Danemark
- 1995-1997 : AGF Århus  Danemark[2]

## Palmarès

### En club
- Champion du Danemark en 1984 avec le Vejle BK
- Vainqueur de la Coupe du Danemark en 1981 avec le Vejle BK
- Vice-champion de France en 1992 avec l'AS Monaco

### EnÉquipe du Danemark
- 87 sélections et 1 but entre 1982 et 1992
- Champion d'Europe des Nations en 1992
- Participation à la Coupe du Monde en 1986 (1/8 de finaliste)
- Participation au Championnat d'Europe des Nations en 1984 (1/2 finaliste), en 1988 (Premier Tour) et en 1992 (Vainqueur)